# Gällingen, Dalarna
Gällingen är en sjö i Ludvika kommun i Dalarna och ingår i Göta älvs huvudavrinningsområde. Sjön har en area på 3,43 kvadratkilometer och ligger 286,4 meter över havet. Sjön avvattnas av Gällingsälven till Smalsjön.

## Delavrinningsområde
Gällingen ingår i det delavrinningsområde (666294-142967) som SMHI kallar för Utloppet av Gällingen. Medelhöjden är 320 meter över havet och ytan är 15,89 kvadratkilometer. Räknas de 4 avrinningsområdena uppströms in blir den ackumulerade arean 59,78 kvadratkilometer. Sikforsån som avvattnar avrinningsområdet har biflödesordning 3, vilket innebär att vattnet flödar genom totalt 3 vattendrag innan det når havet efter 398 kilometer. Avrinningsområdet består mestadels av skog (67 procent). Avrinningsområdet har 3,52 kvadratkilometer vattenytor vilket ger det en sjöprocent på 22,1 procent.